# Livin' with a Heartache
«Livin' with a Heartache» es una canción escrita por Carl Wilson y Randy Bachman para la banda de rock estadounidense The Beach Boys, una de las dos colaboraciones entre los dos escritores. Fue grabado del 27 al 29 de agosto en el estudio casero de Bachman conocido como "The Barn" en Lynden, Washington, con dos sesiones adicionales en Rumbo Studios en noviembre y diciembre de 1979. "Livin' with a Heartache" apareció en el álbum de estudio de The Beach Boys Keepin' the Summer Alive de 1980, y luego fue editado en sencillo en una versión reducida a 3:05 con "Santa Ana Winds" como lado B que no logró entrar en listas en los Estados Unidos.